# Chiesa della Beata Vergine Immacolata (Orino)
La chiesa della Beata Vergine Immacolata è la parrocchiale di Orino, in provincia di Varese e diocesi di Como; fa parte del vicariato di Canonica e Cittiglio.

## Storia
Nel 1592 il vescovo di Como Feliciano Ninguarda, durante la sua visita, trovò che ad Orino sorgevano due chiese, dedicate rispettivamente a santa Maria e a san Lorenzo; sebbene la prima ospitasse la maggior parte delle funzioni religiose, fu la seconda ad essere eretta a parrocchiale nel Seicento dal vescovo Lazzaro Carafino.
Nel medesimo secolo la chiesa di Santa Maria fu ricostruita e intitolata alla Beata Vergine Immacolata: sul portale d'ingresso è incisa la data 1685.
Nella relazione della visita pastorale del 1755 del vescovo Agostino Maria Neuroni la chiesa della Beata Vergine Immacolata è citata con il titolo di comparrocchiale, mentre nel 1769 è designata come parrocchiale; nel 1773 i fedeli orinesi ammontavano a 399, mentre nel 1788 risultavano saliti a 404.
Nel 1878 la chiesa venne dotata del coro posto dietro l'altare maggiore e nel 1892 il vescovo Andrea Ferrari, compiendo la sua visita, annotò che il numero dei fedeli era pari a 620 e che la parrocchiale, da cui dipendeva la chiesa di San Lorenzo, era sede delle confraternite del Santissimo Sacramento e del Sacro Cuore.

## Descrizione

### Esterno
La facciata della chiesa, rivolta a sudovest, è suddivisa da una cornice marcapiano in due registri, entrambi scanditi da lesene; quello inferiore presenta il portale d'ingresso, sormontato dal timpano curvilineo spezzato, e tre nicchie con le statue della Beata Vergine e dei Santi Lorenzo e Antonio Abate, mentre quello superiore è caratterizzato da una finestra e coronato dal frontone triangolare.
Annesso alla parrocchiale è il campanile a base quadrata, aggiunto alla fine del Settecento; la cella presenta su ogni lato una monofora a tutto sesto ed è coperta dal tetto a quattro falde. 

### Interno
L'interno dell'edificio si compone di un'unica navata, sulla quale si affacciano due cappelle laterali, introdotte da arco a tutto sesto, e le cui pareti sono scandite da lesene i cui capitelli sorreggono la trabeazione modanata e aggettante sopra la quale si impostano le volte; al termine dell'aula si sviluppa il presbiterio, rialzato di alcuni gradini, ospitante l'altare maggiore e chiuso dalla parete di fondo piatta.